# Loser Like Me (Glee)
"Loser Like Me" es el primer capítulo de la sexta temporada de la serie estadounidense Glee y el capítulo nº109 de toda la serie. El episodio fue escrito por Ryan Murphy, Brad Falchuk y Ian Brennan, fue dirigido por Bradley Buecker y se emitió el viernes 9 de enero de 2015 junto a "Homecoming" por el canal FOX en Estados Unidos, como un especial de dos horas de inicio de temporada.
Después del fracaso del programa de TV de Rachel Berry (Lea Michele), ella regresa A Ohio donde se entera de que sus padres se han divorciado y han puesto su casa a la venta. Rachel se entera de que Sue Sylvester (Jane Lynch) ha eliminado todas las artes en McKinley High y va en búsqueda del superintendente Bob Harris (Christopher Cousins) quien deja que el club glee regrese con la condición que Rachel lo lidere. Blaine Anderson (Darren Criss) está de regreso en Ohio liderando a Los Warblers luego de ser expulsado de NYADA por sus bajas calificaciones, Will Schuester (Matthew Morrison) ahora es el entrenador de Vocal Adrenaline, y Sam Evans (Chord Overstreet) es el nuevo ayudante de fútbol de la entrenadora Shannon Beaste (Dot-Marie Jones). Kurt Hummel regresa a Ohio para ayudar a Rachel a codirigir a New Directions como parte de su proyecto de tercer año en NYADA donde descubre que Blaine ahora es el novio de Dave Karofsky (Max Adler).

## Argumento
Después que el programa de televisión de Rachel (Lea Michele), That's so Rachel (Es tan Rachel), fuera un gran fracaso, ella regresa a su casa en Lima, Ohio donde se entera por su padre LeRoy Berry (Brian Stokes Mitchell) que él y su otro padre se están divorciando y su casa de la infancia será vendida.
Blaine Anderson (Darren Criss) es el nuevo entrenador de Los Warblers de la Academia Dalton, porque empezó a fallar en todas sus clases en NYADA y fue expulsado después de la ruptura de su relación con Kurt Hummel (Chris Colfer). Sam Evans (Chord Overstreet) es el entrenador de fútbol auxiliar en McKinley High, y ayudante de la entrenadora Beiste (Dot-Marie Jones). Kurt en NYADA, se le permite salir de la escuela y de Nueva York debido a un programa de trabajo-estudio como parte de su tercer año en la universidad por lo cual vuelve a Lima para arreglar las cosas con Blaine. Rachel va a la junta escolar de Lima y convence al superintendente de restablecer el programa del club Glee, pero con la condición que Rachel se haga cargo de él. Ella le pide a Kurt su ayuda y Sue Sylvester (Jane Lynch) se opone. Will Schuester (Matthew Morrison) es ahora el entrenador del club Glee rival de New Direction, Vocal Adrenaline.
Kurt se reúne con Blaine en un bar, y le dice que está arrepentido y que quiere recuperar a Blaine. Blaine le dice a Kurt que ahora está saliendo con alguien, y Kurt entra en pánico, Dave Karofsky (Max Adler) se acerca y se revela que él es el nuevo novio de Blaine. Kurt, triste, va a los baños y empieza a llorar.
Will visita a Rachel en su antigua oficina en la que expresa que Broadway es todavía su sueño. Este episodio termina con Rachel, colocando una hoja de inscripción para el club Glee luego de interpretar "Let It Go" de Frozen.

## Producción

### Elenco
Volviendo en los roles de personajes recurrentes encontramos al exdirector de McKinley High Figgins (Iqbal Theba), el ex matón Dave Karofsky (Max Adler), el Superintendente Bob Harris (Christopher Cousins), el productor ejecutivo de la serie de Rachel, Lee Paulblatt (Jim Rash), y uno de los padres de Rachel Berry, LeRoy (Brian Stokes Mitchell). Tres nuevos personajes recurrentes fueron introducidos: el nuevo vocalista de Vocal Adrenaline, Clint (Max George), un nuevo miembro del club Glee, Roderick (Noah Guthrie), y Spencer Porter (Marshall Williams), un deportista gay que juega fútbol. La ex estrella invitada Dot-Marie Jones regresa en su papel como Shannon Beiste uniéndose al reparto principal, después de cuatro años de ser una estrella invitada.

### Música
Dentro del episodio se interpretan cinco canciones que forman parte del EP Glee: The Music, Loser Like Me.
Loser Like Me cuenta con cinco versiones de temas musicales. Dos de ellas son realizadas por Michele como Rachel Berry, que son Uninvited de Alanis Morissette y Let It Go de Idina Menzel. Michele y Criss interpretaron Suddenly Seymour por el elenco de Little Shop of Horrors, mientras Criss y de la Academia Dalton Warblers realizaron "Sing" de Ed Sheeran. Max George canta Dance the Night Away de Van Halen con Vocal Adrenaline. La música de este episodio fue acompañada por el EP Glee: The Music, Loser Like Me salió a la venta el 5 de enero de 2015.

## Recepción y Críticas
El episodio fue visto por 2,34 millones de espectadores y un 0.7/2 en la cuota en pantalla de adultos 18-49, por lo que la sexta temporada se estrena el estreno de la temporada menos vistas en la historia del programa.

### Críticas
«Loser Like Me» recibió críticas positivas por la crítica. Lauren Hoffman del Vulture dijo que el episodio «representa la emoción» y que era «divertido, inteligente y verdaderamente conmovedora al mismo tiempo». Christopher Rogers de Hollywood Life dijo que «me encantó la sexta temporada y sienten que Glee va a salir con una explosión».